# Deutsche JuniorAkademien

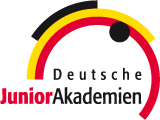
Logo der Deutschen JuniorAkademien

Die Deutschen JuniorAkademien (DJA) sind ein seit 2003 laufendes außerschulisches Programm zur Förderung besonders begabter und motivierter Schüler der Sekundarstufe I. Es orientiert sich am Konzept der Deutschen SchülerAkademie.

## Programm
Die JuniorAkademien werden in der Regel für einzelne Bundesländer in den Sommer- oder Herbstferien angeboten und in Zusammenarbeit mit den jeweiligen Kultusministerien der Länder von regionalen Veranstaltern organisiert. Umfang, Dauer, Teilnahmevoraussetzungen, Bewerbungsablauf, Kosten und Art der Durchführung können sich hierbei von Land zu Land unterscheiden. Für alle Akademien gelten aber einheitliche Qualitätsstandards, zudem wird die Arbeit in der Geschäftsstelle der Deutschen SchülerAkademie koordiniert.
Neben den einheitlichen Qualitätsstandards stimmen auch die Ziele der JuniorAkademien der Länder überein und orientieren sich an den langjährigen Erfahrungen der bundesweiten SchülerAkademien für die Sekundarstufe II. Die Förderung besonders begabter – und in der Schule oft unterforderter – Schüler soll diese intellektuell und sozial herausfordern und sie gegebenenfalls an die Grenzen ihrer Leistungskraft führen. Außerdem ist auch hier der Kontakt zu ähnlich interessierten Schülern ein wichtiges Anliegen der Akademien. Die Beschränkung auf einen Teilnehmerkreis aus einzelnen Bundesländern soll es den jungen Teilnehmern erleichtern, auch nach der Akademie noch im Kontakt zu bleiben.
Ebenso wie bei den SchülerAkademien werden bei den einzelnen JuniorAkademien neben einem umfangreichen Kursprogramm, das sich von Naturwissenschaften über Geisteswissenschaften bis zu musisch-künstlerischen Themen erstreckt, auch zahlreiche außerfachliche Angebote unterbreitet. Die Bandbreite reicht hier von Musik über Sport, Kunst bis hin zu Exkursionen.

## Teilnahmebedingungen
Teilnahmeberechtigt sind Schüler der Sekundarstufe I, die entweder von ihrer Schule empfohlen wurden oder sich durch die erfolgreiche Teilnahme an Schülerwettbewerben qualifiziert haben. Aus Kapazitätsgründen kann jedoch nur ein gewisser Teil der Bewerber angenommen werden. Große Teile der Kosten werden aus den Mitteln gedeckt, die die öffentlichen und privaten Geldgeber zur Verfügung stellen. Die verbleibende Selbstbeteiligung der Teilnehmer kann aus sozialen Gründen erstattet werden.